# ISO/CEI 27701
 (juin 2021).
La mise en forme du texte ne suit pas les recommandations de Wikipédia : il faut le « wikifier ».
Les points d'amélioration suivants sont les cas les plus fréquents :
- Les titres sont pré-formatés par le logiciel. Ils ne sont ni en capitales, ni en gras.
- Le texte ne doit pas être écrit en capitales (les noms de famille non plus), ni en gras, ni en italique, ni en « petit »…
- Le gras n'est utilisé que pour surligner le titre de l'article dans l'introduction, une seule fois.
- L'italique est rarement utilisé : mots en langue étrangère, titres d'œuvres, noms de bateaux, etc.
- Les citations ne sont pas en italique mais en corps de texte normal. Elles sont entourées par des guillemets français : « et ».
- Les listes à puces sont à éviter, des paragraphes rédigés étant largement préférés. Les tableaux sont à réserver à la présentation de données structurées (résultats, etc.).
- Les appels de note de bas de page (petits chiffres en exposant, introduits par l'outil «  Source ») sont à placer entre la fin de phrase et le point final[comme ça].
- Les liens internes (vers d'autres articles de Wikipédia) sont à choisir avec parcimonie. Créez des liens vers des articles approfondissant le sujet. Les termes génériques sans rapport avec le sujet sont à éviter, ainsi que les répétitions de liens vers un même terme.
- Les liens externes sont à placer uniquement dans une section « Liens externes », à la fin de l'article. Ces liens sont à choisir avec parcimonie suivant les règles définies. Si un lien sert de source à l'article, son insertion dans le texte est à faire par les notes de bas de page.
- La présentation des références doit suivre les conventions bibliographiques. Il est recommandé d'utiliser les modèles {{Ouvrage}}, {{Chapitre}}, {{Article}}, {{Lien web}} et/ou {{Bibliographie}}. Le mode d'édition visuel peut mettre en forme automatiquement les références.
- Insérer une infobox (cadre d'informations à droite) n'est pas obligatoire pour parachever la mise en page.

Pour une aide détaillée, merci de consulter Aide:Wikification.
Si vous pensez que ces points ont été résolus, vous pouvez retirer ce bandeau et améliorer la mise en forme d'un autre article.
L'ISO/CEI 27701:2019 (anciennement ISO/CEI 27552 pendant la période de rédaction) est une extension de l'ISO/IEC 27001 sur la confidentialité. L'objectif de la rédaction de cette norme est d'améliorer le système de management de la sécurité de l'information existante (SMSI) avec des exigences supplémentaires pour établir, mettre en œuvre, maintenir et améliorer continuellement un système de gestion des données à caractère personnel (PIMS). La norme décrit un cadre pour les contrôleurs de PII (informations personnelles identifiables, ou Personally Identifiable Information en anglais) et les processeurs de PII pour gérer les contrôles de confidentialité afin de réduire le risque aux droits de confidentialité des personnes.
L'ISO/IEC 27701 a pour but d'être une extension référentielle dans le cadre des certifications l'ISO/IEC 27001. En d'autres termes, les organisations qui envisagent d'être certifiées ISO/IEC 27701 devront également être certifiées ISO/IEC 27001.

## Application prévue de la norme
L'application prévue d'ISO/IEC 27701 est d'augmenter le SMSI existant avec des contrôles de confidentialité spécifiques et donc de créer des PIMS pour permettre une gestion efficace de la confidentialité au sein d'une organisation.
Un PIMS robuste présente de nombreux avantages potentiels pour les contrôleurs de PII et les processeurs de PII, avec au moins trois avantages significatifs :
Tout d'abord, atteindre la conformité aux exigences de confidentialité (notamment selon les lois et règlements, puis les accords avec des tiers, ainsi que les politiques de confidentialité d'entreprise, etc.) est imposant, surtout si les exigences ne sont pas organisées de la manière la plus efficace pour les contrôleurs de PII et processeurs de PII. Les organisations soumises à plusieurs obligations de respect de la vie privée (par exemple, si elles opèrent dans plusieurs juridictions, ou bien si les propriétaires des données répondent à une autre juridiction), elles sont soumises à des charges supplémentaires pour concilier, satisfaire et surveiller toutes les exigences applicables. Une approche gérée facilite la charge de conformité, comme en témoigne l'annexe C de la norme, un contrôle de confidentialité unique peut répondre à de multiples exigences du règlement général sur la protection des données (RGPD).
Deuxièmement, la réalisation et la maintenance en conformité avec les exigences applicables est un sujet de gouvernance et de sécurité. Sur la base du PIMS (et éventuellement de sa certification), les délégués à la protection des données peuvent fournir les preuves nécessaires pour assurer aux personnes concernées, telles que des supérieurs hiérarchiques, des propriétaires et des autorités, que les exigences de confidentialité applicables sont remplies.
Troisièmement, la certification PIMS peut être précieuse pour communiquer le respect de la vie privée aux clients et partenaires. Les contrôleurs de PII exigent généralement des preuves des processeurs de PII, que le système de gestion de la confidentialité des processeurs de PII satisfait aux exigences de confidentialité applicables. Un cadre de tests uniforme basé sur des normes internationales peut grandement simplifier cette communication de transparence en conformité, en particulier lorsque les preuves sont validées par un auditeur tiers accrédité. Ce besoin de communication de la transparence en conformité est également essentiel pour les décisions stratégiques d'affaires telles que les fusions et acquisitions, et les scénarios de co-contrôleurs impliquant l'accord d'échange de données. Enfin, la certification PIMS peut potentiellement faire preuve de fiabilité  auprès du public.